# Marsha Kramer
Marsha Kramer (Chicago, Illinois, 1945. június 19. – Los Angeles, Kalifornia, 2020. január 24.) amerikai színésznő.

## Filmjei
- A Bill Cosby Show (1970, egy epizódban)
- Lucas Tanner (1975, egy epizódban)
- The Waltons (1975, egy epizódban)
- The Bob Newhart Show (1977, egy epizódban)
- Newhart (1988, egy epizódban)
- Az élet megy tovább (Life Goes On) (1990, egy epizódban)
- Cheers (1990, egy epizódban)
- A gyönyör rabjai (White Palace) (1990, hang)
- Love & War (1993, egy epizódban)
- Frasier – A dumagép (Frasier) (1996, 1998, három epizódban)
- Angyali érintés (Touched by an Angel) (1998, egy epizódban)
- Titus (2000, egy epizódban)
- On Edge (2001)
- Már megint Malcolm (Malcolm in the Middle) (2001, egy epizódban)
- Változó idők (Out of Order) (2003, hang, tv-film)
- Days of our Lives (2007, egy epizódban)
- Eagleheart (2013, egy epizódban)
- Modern család (Modern Family) (2013–2020, 14 epizódban)
- Dr. Ken (2016, egy epizódban)
- NCIS (NCIS: Naval Criminal Investigative Service) (2018, egy epizódban)